# Orthotrichia hinipitigola
Orthotrichia hinipitigola är en nattsländeart som först beskrevs av Schmid 1958.  Orthotrichia hinipitigola ingår i släktet Orthotrichia och familjen smånattsländor. Inga underarter finns listade i Catalogue of Life.